# Evangelisch-Lutherische Wisconsin-Synode

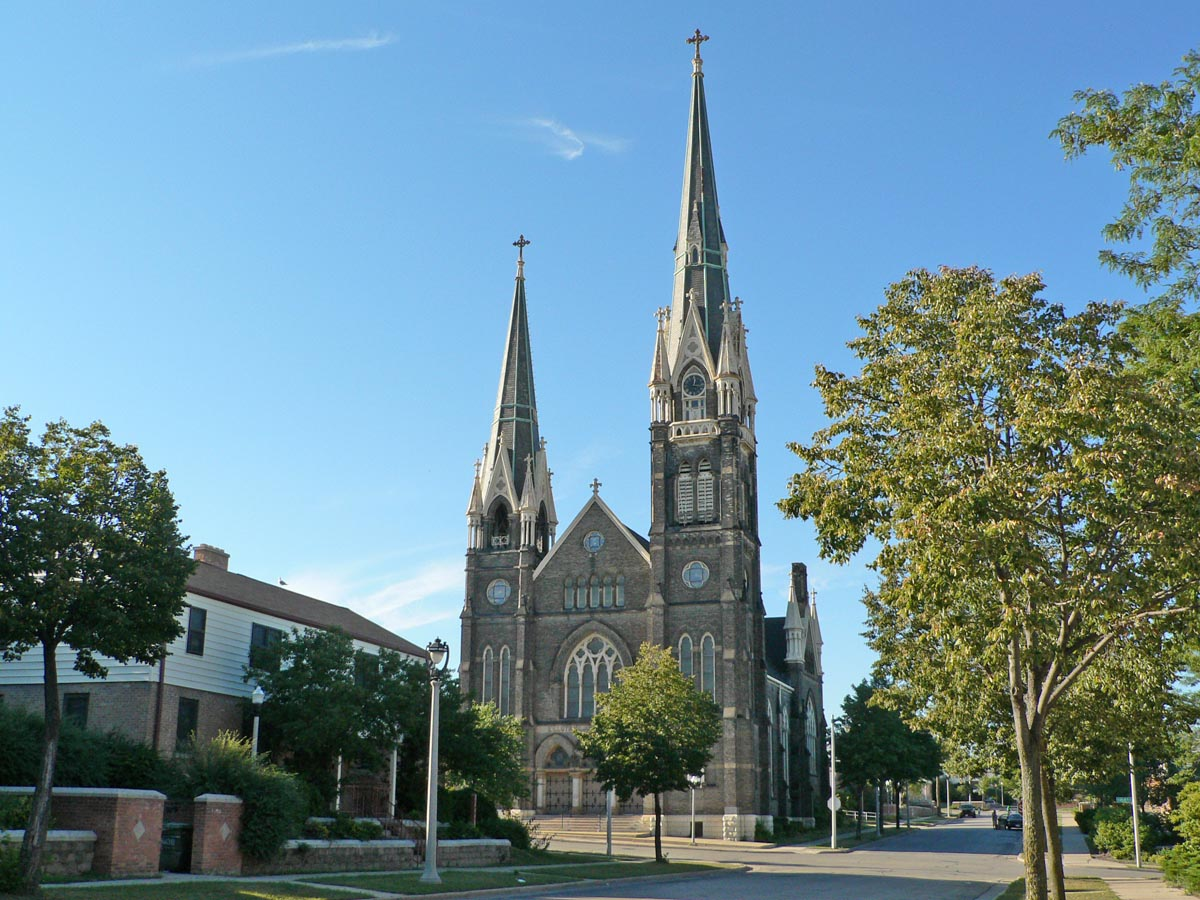
Sankt-Johann-Kirche in Milwaukee

Die Evangelisch-Lutherische Wisconsin-Synode (englisch Wisconsin Evangelical Lutheran Synod, abgekürzt WELS) ist eine lutherische Kirche in den Vereinigten Staaten von Amerika mit Sitz in Milwaukee, Wisconsin.
Die in einem Synodalverband organisierte Kirche wurde 1850 von deutschen Auswanderern in Wisconsin gegründet. 2020 gehörten rund 349.000 getaufte Mitglieder in 1269 Gemeinden zur WELS. Kirchengemeinden finden sich in allen 50 US-amerikanischen Bundesstaaten sowie über 40 anderen Ländern. Innerhalb der Vereinigten Staaten ist die WELS die drittgrößte lutherische Kirche nach der Evangelical Lutheran Church in America (ELCA) und der Lutheran Church – Missouri Synod (LCMS). Sie gehört der Konfessionellen Evangelisch-Lutherischen Konferenz (KELK) an, zu deren Gründungsmitgliedern sie zählt. Im deutschen Sprachraum unterhält sie Beziehungen zur Evangelisch-Lutherischen Freikirche (ELFK).

## Doktrin
Die WELS glaubt an die Doktrin der Sola scriptura, also „allein durch die Schrift“ und von fundamentalistischer Exegese, also das die Bibel das Wort Gottes ist und deswegen ohne Fehler. Deswegen lehnt die Wisconsin-Synode die liberale Theologie ab. Die WELS glaubt daran, dass es viele verschiedene Formen des ministerialen Amts gibt. Unter denen gibt es Pastoren, Sonntagsschulen Lehrer und andere. Weiterhin ist die WELS der Meinung, die Rolle von Pfarrern sei den Männern vorbehalten. Frauen dürfen daher keine Priester sein und können auch nicht in Kongregationen abstimmen, wo sie Macht über Männer ausüben könnten. Der Kreation der Welt, welche von Genesis 1–3 beschrieben ist, sieht die WELS als faktuale-historische Darstellung an. Im Bezug auf die Sexualität sieht die Wisconsin-Synode außerehelichen Geschlechtsverkehr und homosexuellen Geschlechtsverkehr als Sünde an. Außerdem ist sie unter der Annahme, dass Kirchen nur in voller Gemeinschaft sein können, wenn sie in allen Doktrinen übereinstimmen. Sie praktizieren weiterhin geschlossen Kommunion.

## Kirchenpräsidenten
- 1850–1860 Johannes Muehlhaeuser
- 1860–1864 John Bading
- 1864–1865 Gottlieb Rein
- 1865–1867 William Streissguth
- 1867–1887 John Bading
- 1887–1908 Phillip von Rohr
- 1908–1933 G.E. Bergemann
- 1933–1953 John Brenner
- 1953–1979 Oscar Naumann
- 1979–1993 Carl Mischke
- 1993–2007 Karl R. Gurgel
- seit 2007 Mark Schroeder[6]